# 付冲
付冲（1988年6月8日—），中国北京市人，围棋职业六段棋手。他2000年入段，2012年7月升为六段。他获2008年全国围棋个人赛男子甲组亚军，进入2010年第23届名人战本赛。2004年、2006年至2009年代表云南队参加围甲联赛。